# Alice Dufour
Pour les articles homonymes, voir Dufour.
Alice Dufour est une actrice, mannequin et gymnaste française née le 22 février 1987 à Saint-Lô.

## Biographie
Alice Dufour commence la gymnastique rythmique à l'âge de sept ans au club de la Saint-Loise où elle est repérée à 12 ans pour intégrer le pôle d'Orléans au côté de Eva Serrano. Préférant réintégrer son club, Alice retourne à Saint-Lô l'année suivante et obtient la médaille de bronze en national B sénior en 2007[réf. nécessaire]. Sous les couleurs du club de Paris Centre, elle s'illustre en tant que championne de France national B sénior trois fois consécutives en 2008, 2009 et 2010[réf. nécessaire]. La fédération française de gymnastique la choisit alors comme ambassadrice des championnats du monde de Montpellier 2011[réf. nécessaire].
Elle se lance parallèlement dans le mannequinat et participe en 2007 au défilé du salon international des tendances et de la mode « Who's Next ». Elle pose également pour plusieurs publicités pour les marques Playtex, Isotoner, Reebook et apparaît dans une publicité télévisée pour Samsung. En 2009, on la voit dans les magazines italiens Vanity fair et Vogue. En 2010, elle pose pour la marque Gerimax et Benetton. Elle apparaît également dans une publicité vidéo de cette même marque. Enfin, la même année, on la voit aussi dans une publicité télévisée de la Française des jeux et une publicité Internet GMF.[réf. nécessaire]
Elle devient danseuse au Crazy Horse à Paris en 2008 et y demeure jusqu'en 2010. En 2009, Alice Dufour fait une apparition dans le téléfilm Beauté fatale sur TF1. La même année, elle joue dans l'épisode deux de la série Pigalle, la nuit sur Canal+ où elle incarne une danseuse.
En 2009, Alice Dufour figure dans plusieurs clips vidéos : Ton histoire d'Isabelle Boulay, Y a comme un hic de Jenifer.
En 2011, elle est sollicitée par le Cirque du Soleil pour tenir un rôle dans le nouveau spectacle Iris au Théâtre Dolby de Los Angeles.
Le 28 décembre 2021, elle donne naissance à sa fille Colette dont le père est François Vincentelli. Le couple se marie le 3 juillet 2024.
En 2022, elle remporte le prix Plaisir du théâtre.

### Actrice de télévision et de théâtre
Elle décroche un rôle dans la série Hard diffusée sur Canal + où elle rencontre François Vincentelli, son futur compagnon. Elle est à l'affiche en 2017 du film Alibi.com de Philippe Lacheau.
Elle se consacre ensuite au théâtre avec Faisons un rêve, puis Le Canard à l’Orange à partir de 2019. Elle est nommée aux Molières 2019 dans la catégorie révélation théâtrale féminine. Elle joue, seule en scène, Mademoiselle Else d'Arthur Schnitzler, au Théâtre de Poche-Montparnasse, du 1er septembre 2020 au 3 janvier 2021.

## Filmographie

### Cinéma

#### Longs métrages
- 2014 : Babysitting de Philippe Lacheau
- 2016 : Rouges étaient les lilas de Jean-Pierre Mocky
- 2016 : Ouvert la nuit d'Édouard Baer
- 2017 : Votez pour moi de Jean-Pierre Mocky
- 2017 : Alibi.com de Philippe Lacheau
- 2019 : Forte de Katia Lewkowicz
- 2021 : Super-héros malgré lui de Philippe Lacheau
- 2025 : Comme des riches d'Amin Harfouch

#### Courts métrages
- Les Étoiles de Papier - Roger Souza
- Le Portrait - Masaya Yamashita
- Féminité - Dan Pickard

### Télévision
- 2017 : Les Petits Meurtres d'Agatha Christie de Rodolphe Tissot
- 2014 : Marjorie de Mona Achache
- 2015 : Hard : Joujou (saison 3)
- 2019 : Un vrai massacre de Jean-Pierre Mocky
- 2022 : L'Amour (presque) parfait de Pascale Pouzadoux, (série)
- 2023 : Cannes police criminelle de Camille Delamarre : Roxie Roland (épisode 2 Coup de poker)
- 2023 : Alphonse de Nicolas Bedos (série Prime Vidéo) : Madeleine
- 2025 : Montmartre de Louis Choquette : Céleste

## Théâtre
- 2018 : Faisons un rêve de Sacha Guitry, mise en scène Nicolas Briançon
- 2019 : Le Canard à l’Orange de William D. Home, mise en scène Nicolas Briançon
- 2019 : Sept ans de réflexion de George Axelrod, mise en scène Stéphane Hillel, théâtre des Bouffes-Parisiens[10]
- 2020 : Mademoiselle Else d'Arthur Schnitzler, mise en scène Nicolas Briançon, Théâtre de Poche-Montparnasse[11]
- 2023 : Joyeuses Pâques de Jean Poiret, mise en scène Nicolas Briançon, théâtre Marigny

## Distinction
- Molières 2019 : nomination au Molière du jeune talent féminin dans Le Canard à l’Orange
- Prix Jean-Jacques-Gautier : lauréate du prix Jean-Jacques-Gautier 2022 pour Mademoiselle Else [12] remis par la SACD.